# Manfred Beierl
Manfred Beierl (* 7. August 1964 in Rosenheim, Bayern) ist ein deutscher Film- und Theaterschauspieler und Regisseur.

## Leben und Wirken
Manfred Beierl erhielt seine Ausbildung durch Jürgen Scheller und Eleonore van Hoogstraten (Sprecherziehung). Neben seinem schauspielerischen Schaffen für Theater, Film und Fernsehen wirkte er als Theaterregisseur unter anderem in Bamberg, München, Augsburg, Dubrovnik und Singen. Für das Bayerische Fernsehen war er als freier Autor tätig.
Manfred Beierl lebt in München.

## Filmografie
- 1992: Ora et labora
- 1992: Der Bergdoktor (Fernsehserie, 1 Folge)
- 1993: Café Meineid (Fernsehserie, 3 Folgen)
- 1993–2018: Der Alte (Fernsehserie)
- 1994: Verkehrsgericht (Fernsehserie)
- 1994: Mein Mann ist mein Hobby
- 1995: Lutz & Hardy (Fernsehserie, 2 Folgen)
- 1995: Knallhart daneben
- 1996: Anna Maria
- 1998: Bei aller Liebe (Fernsehserie)
- 1999: Streit um drei (Fernsehserie)
- 2000: Damaskus
- 2001: Powder Park (Fernsehserie, 1 Folge)
- 2004: München 7 (Fernsehserie, 1 Folge)
- 2007: Sturm der Liebe (Fernsehserie, 3 Folgen)
- 2008–2009: Der Kaiser von Schexing (Fernsehserie, 6 Folgen)
- 2008–2018: Die Rosenheim-Cops (Fernsehserie, 4 Folgen)
- 2008: Forsthaus Falkenau (Fernsehserie, 1 Folge)
- 2009: Dahoam is Dahoam (Fernsehserie)
- 2010: Aktenzeichen XY … ungelöst (Fernsehreihe)
- 2011: SOKO Kitzbühel (Fernsehserie, 1 Folge)
- 2013: Die Familiendetektivin (Fernsehserie)
- 2013–2016: München Mord (Fernsehreihe)
- 2016: Hubert und Staller (Fernsehserie, 1 Folge)

## Theater
- 1989: Tagebuch eines Wahnsinnigen, Vaganten Rosenheim
- 1990: Geschichte einer Tigerin, Volkstheater München
- 1991: König Jakob, Stadttheater Ingolstadt
- 1992: Scherz, Satire, Ironie, Stadttheater Ingolstadt
- 1992: Mio mein Mio, Stadttheater Ingolstadt
- 1993: Sommernachtstraum, Schloss München
- 1994: Die Räuber, Theatergastspiele Kempf
- 1996: Eine Frage der Ehre, Konzertdirektion Landgraf
- 1997: Comedian Harmonists, Junges Theater Augsburg
- 1998: Zauberer von Oz, Junges Theater Augsburg
- 1998: Loriot gesammelte Werke, Junges Theater Augsburg
- 1999: Macbeth, Freies Theater Bozen
- 2000: Katharina Knie, Färbe Singen
- 2001: Don Carlos, Theatergastspiele Kempf
- 2005: Die Hochzeit, Färbe Singen
- 2007: Die Capricen der Marianne, Färbe Singen
- 2008: Mary Poppins, Färbe Singen
- 2010: Ponte dell’Olio, Dine & Crime München
- 2014: Die sündigen Nonnen von St. Clara, Dine & Crime München
- 2015: Astutuli, Carl Orff Spiele Andechs
- 2016: Tödliche Familienbande, Dine & Crime München
- 2017: Rache um Mitternacht, Dine & Crime München